# Publicis
Publicis là một tập đoàn truyền thông Pháp do Marcel Bleustein-Blanchet thành lập vào năm 1926, trong đó có cổ đông chính là con gái của Marcel, Élisabeth Badinter. Tập đoàn là một trong ba tập đoàn truyền thông chính trên thế giới tính theo doanh thu, có mặt ở một trăm quốc gia trên năm châu lục và có khoảng 80.000 nhân viên. Người quản lý tập đoàn là Arthur Sadoun.